# Univers (album)
Pour les articles homonymes, voir Univers (homonymie).
Albums de William Sheller
Master Série
(1987) Ailleurs
(1989)
Univers est le 7e album studio de William Sheller, paru en 1987.
L'album a été écrit et composé par Sheller, exceptés le texte de la chanson Guernesey par Bernard Lavilliers, et la musique de L'empire de Toholl par Sheller, Bruno de Tolbiac et Jean Guidoni.
L'album est certifié disque d'or pour 300 000 exemplaires vendus.

## Titres
| 1.    | Darjeeling                        | 3:55 |
| 2.    | Basket ball                       | 4:04 |
| 3.    | Encore une heure, encore une fois | 3:34 |
| 4.    | Les miroirs dans la boue          | 3:43 |
| 5.    | Chamber music (instrumental)      | 4:59 |
| 6.    | Le Nouveau monde                  | 5:01 |
| 7.    | Cuir de Russie                    | 3:27 |
| 8.    | Guernesey                         | 4:18 |
| 9.    | L'Empire de Toholl                | 9:10 |
| 41:57 |                                   |      |

## Musiciens
- William Sheller : sitar, piano, chant
- Laurent Roubach : guitare
- Claude Salmieri : batterie
- Renaud Hantson : batterie
- Pierre Gossez : saxophone alto
- Georges Grenu (de) : saxophone ténor
- Marcel Hrasko : baryton
- Gilbert Viatge : baryton
- Francis Cournet : saxophone, basse
- Janick Top : basse
- Benoît Paquay : violon
- Jean-Pierre Catoul : violon
- Eric Gertmans : alto
- Jean-Paul Emyle Dessy : violoncelle
- Christian Padovan : basse
- Tolbiac Toads : guitare, voix, batterie
- Raymond Lefèvre : direction orchestrale